# Droginia
Droginia – wieś w Polsce położona w województwie małopolskim, w powiecie myślenickim, w gminie Myślenice.
W latach 1954–1972 wieś należała i była siedzibą władz gromady Droginia. W latach 1975–1998 miejscowość administracyjnie należała do województwa krakowskiego.

## Położenie
Wieś leżała na prawym brzegu Raby, w połowie odległości między Dobczycami, a Myślenicami. W 1986 Droginia znalazła się na dnie sztucznego Jeziora Dobczyckiego. Na północno-zachodnim skłonie Pasma Ostrysza pozostały tylko niewielkie jej przysiółki i pojedyncze zagrody oraz w dolnym odcinku doliny Trzemeśnianki jeden obszerny przysiółek Banowice. Na zalesionym wzgórzu Tuleja (392 m) znajdują się skałki.

## Części wsi
| SIMC    | Nazwa     | Rodzaj     |
| ------- | --------- | ---------- |
| 0327586 | Banowice  | przysiółek |
| 0327540 | Brzeżki   | część wsi  |
| 0327557 | Nowa Wieś | część wsi  |
| 0327563 | Tulej     | część wsi  |
| 0327570 | Zalas     | część wsi  |

## Historia
Według legendy głosił tutaj w roku 996 Słowo Boże biskup praski Wojciech, z rodu Sławinska, czeskiego księcia Libic, święty od 999. Wiadomo, że w 1239 Gryfici, fundatorzy klasztoru cystersów w Szczyrzycu wykupili ją drogą zamiany za wsie Latoszyn i Straszęcin koło Dębicy. Była własnością wojewody krakowskiego Teodora. Już wtedy istniała w Droginii kaplica, młyn i karczma. Obiekty te świadczą, że w tym czasie Droginia stanowiła atrakcyjny ośrodek osadnictwa przy trakcie, wiodącym z Krakowa przez Siepraw, na Podhale, do Słowacji i Węgier. W 1498 Jan Jordan z Zakliczyna przejął tutejsze sołectwo z rąk mieszczan, a w 1502 wszedł w posiadanie również samej Drogini; w zamian za nie odstąpił klasztorowi w Szczyrzycu sołectwo w Głogoczowie. Wkrótce Jordanowie założyli w Drogini folwark. W rękach tej rodziny, z przerwą w XVII w., kiedy była w części własnością Brzechwów, Droginia pozostawała aż do drugiej połowy XVIII w.
Na przełomie lat 1807–1808 w Drogini, razem z Banowicami, znajdowały się 92 domy a liczba ludności wynosiła 571 osób.
W czasie I wojny światowej Pasmo Glichowca było rejonem zażartych walk oddziałów armii austro-węgierskiej i rosyjskiej. Poległych żołnierzy pochowano na cmentarzu wojennym nr 371 w Drogini.
19 stycznia 1945 Niemcy spacyfikowali wieś. Zabili 5 osób, a 6 ciężko ranili.
Przysiółek Banowice przez kilka wieków stanowił oddzielną wieś. Przed 1986 do Banowic przesiedlono większość mieszkańców „starej Drogini”. Na przydzielonych im działkach budowlanych o powierzchni 12 arów każda, powstały nowe zabudowania o charakterze domków jednorodzinnych i wilii. Na rolnicze obejścia gospodarskie, a tym bardziej na przydomowe ogródki i sady, nie wystarczyło już miejsca. Tak, więc osiedleńcy drogińsko-banowiccy mieszkają jakby na podmiejskim osiedlu willowym.

## Zabytki
Obiekt wpisany do rejestru zabytków nieruchomych województwa małopolskiego.
- Cmentarz z I wojny światowej.